# نه بهاسین
نها باسین (زاده ۱۸ نوامبر ۱۹۸۲) خواننده و ترانه‌سرای هندی است. او برای کارهای پخش در بالیوود، تالیوود، کالیوود و آهنگ‌های مستقل در ژانر موسیقی پاپ هندی و موسیقی محلی پنجابی شناخته شده‌است. باسین هفت نامزدی فیلم فیر را در زبان‌های مختلف دریافت کرده و دو جایزه فیلم فیر را برای ترانه‌های «جاگ گومیا» (هندی) و «پاانی راوی دا» (پنجابی) دریافت کرده‌است.
نها بهاسین در دهلی از پدر (آشوک باسین) و مادرش (رخا باسین) به دنیا آمد. نها متعلق به یک خانواده هندو پنجابی است. طایفه او در اصل از ناحیه راولپندی است. نها دو خواهر و برادر دارد، یک خواهر بزرگتر (راشی باسین) و برادر کوچکتر (آنوبهاو باسین).
او تحصیلات خود را در مدرسه دولتی فرانک آنتونی به پایان رساند. او از کودکی همیشه آرزو داشت که یک ستاره موسیقی پاپ شود. او برای یادگیری انواع رقص به آکادمی رقص شیامک داور پیوست. او همچنین آموزش آواز کلاسیک را نزد استاد غلام مصطفی خان گذراند.